# العشائر الفرثية السبع
العشائر الفرثية السبع كانت سبع عوائل أرستقراطية إقطاعية من أصل فرثي، متحالفة مع البلاط الساساني.
لعبت البيوت السبع دورًا نشطًا في السياسة الإيرانية منذ أيام الإمبراطورية الفرثية، وحتى في ظل خلفائهم، الساسانيين.  خلال العصر الساساني، لعبت البيوت الإقطاعية السبعة دورًا مهمًا في البلاط الساساني. وكان بهرام جوبين، القائد العسكري الشهير لهرمز الرابع (حكم من 579 إلى 590)، من أسرة مهران.
العشائر السبع هي:
- آل إسباهبودان من جرجان [1]
- آل فراز من خراسان الشرقية
- آل كارين في نهاوند [1]
- آل مهران من الري
- آل سبندية من الري
- آل زيك من ادربادجان
- آل سوين من سيستان [1]